# Россио, Терри
Терри Россио (англ. Terry Rossio; род. 2 июля 1960 года) — американский сценарист и продюсер.

## Биография
Терри родился в Каламазу, в Мичигане. Окончил школу в Санта-Ане и Университет штата Калифорния в Фуллертоне, где получил степень «бакалавр искусств». Основал сайт Wordplayer.com, один из первых сайтов для сценаристов в Интернете.
Вместе со своим партнёром Тедом Эллиотом, Россио написал сценарии ко многим известным мультипликационным и художественным фильмам, таким как Аладдин, Шрек и Пираты Карибского моря.

## Фильмография

### Сценарист
- 1989 — Маленькие чудовища
- 1992 — Аладдин
- 1994 — Кукловоды
- 1998 — Маска Зорро
- 1998 — Муравей Антц
- 1998 — Годзилла
- 1998 — Солдатики
- 2000 — Дорога на Эльдорадо
- 2001 — Шрек
- 2002 — Планета сокровищ
- 2003 — Пираты Карибского моря: Проклятие Чёрной жемчужины
- 2003 — Синдбад: Легенда семи морей
- 2004 — Сокровище нации
- 2005 — Легенда Зорро
- 2006 — Пираты Карибского моря: Сундук мертвеца
- 2006 — Дежа вю
- 2007 — Пираты Карибского моря: На краю света
- 2007 — Сокровище нации: Книга тайн
- 2009 — Миссия Дарвина
- 2011 — Пираты Карибского моря: На странных берегах
- 2013 — Одинокий рейнджер
- 2013 — Безумно влюблённый: Мюзикл
- 2013 — Шрэк: Мюзикл
- 2017 — Пираты Карибского моря: Мертвецы не рассказывают сказки
- 2017 — Лабораторные условия
- 2021 — Годзилла против Конга
- 2022 — Изумительный Морис